# Campionati europei di atletica leggera 2018 - 800 metri piani maschili
Gli 800 metri piani maschili ai campionati europei di atletica leggera 2018 si sono svolti tra il 9 e l'11 agosto 2018.

## Podio
| Oro     | Adam Kszczot Polonia          |
| Argento | Andreas Kramer Svezia         |
| Bronzo  | Pierre-Ambroise Bosse Francia |

## Record
Prima di questa competizione, il record del mondo (RM), il record europeo (EU) ed il record dei campionati (RC) erano i seguenti:
| Record                | Prestazione | Atleta                    | Data                                  | Competizione   |
| --------------------- | ----------- | ------------------------- | ------------------------------------- | -------------- |
| Record mondiale       | 1'40"91     | David Rudisha Kenya       | 9 agosto 2012 Londra, Regno Unito     | Olimpiadi 2012 |
| Record europeo        | 1'41"11     | Wilson Kipketer Danimarca | 24 agosto 1997 Colonia, Germania      |                |
| Record dei campionati | 1'43"84     | Olaf Beyer Germania Est   | 21 agosto 1998 Praga, Repubblica Ceca | Europei 1978   |

## Risultati

### 1º turno
Passano alle semifinali i primi tre atleti di ogni batteria (Q) e i quattro atleti con i migliori tempi tra gli esclusi (q).
| Pos. | Batteria | Corsia | Nome                  | Nazionalità          | Tempo   | Note                                     |
| ---- | -------- | ------ | --------------------- | -------------------- | ------- | ---------------------------------------- |
| 1    | 4        | 1      | Adam Kszczot          | Polonia              | 1'46"31 | Q                                        |
| 2    | 2        | 2      | Mateusz Borkowski     | Polonia              | 1'46"41 | Q                                        |
| 3    | 4        | 7      | Amel Tuka             | Bosnia ed Erzegovina | 1'46"47 | Q                                        |
| 4    | 2        | 8      | Álvaro de Arriba      | Spagna               | 1'46"48 | Q                                        |
| 5    | 2        | 3      | Lukas Hodbod          | Rep. Ceca            | 1'46"50 | Q                                        |
| 6    | 4        | 4      | Daniel Rowden         | Regno Unito          | 1'46"59 | Q                                        |
| 7    | 2        | 4      | Thomas Roth           | Norvegia             | 1'46"70 | q                                        |
| 8    | 2        | 6      | Guy Learmonth         | Regno Unito          | 1'46"75 | q                                        |
| 9    | 2        | 5      | Jewhen Huzol          | Ucraina              | 1'46"97 | q                                        |
| 10   | 4        | 8      | Daniel Andújar        | Spagna               | 1'46"99 | q                                        |
| 11   | 4        | 2      | Gabriel Tual          | Francia              | 1'47"26 |                                          |
| 12   | 4        | 6      | Eliott Crestan        | Belgio               | 1'47"35 |                                          |
| 13   | 2        | 1      | Sven Cepus            | Croazia              | 1'47"56 |                                          |
| 14   | 3        | 3      | Andreas Kramer        | Svezia               | 1'47"87 | Q                                        |
| 15   | 3        | 1      | Andreas Bube          | Danimarca            | 1'47"94 | Q                                        |
| 16   | 1        | 3      | Saúl Ordóñez          | Spagna               | 1'47"95 | Q                                        |
| 17   | 1        | 5      | Michal Rozmys         | Polonia              | 1'48"01 | Q                                        |
| 18   | 1        | 1      | Elliot Giles          | Regno Unito          | 1'48"05 | Q                                        |
| 19   | 2        | 7      | Christoph Kessler     | Germania             | 1'48"13 |                                          |
| 20   | 3        | 7      | Pierre-Ambroise Bosse | Francia              | 1'48"14 | Q                                        |
| 21   | 4        | 5      | Zan Rudolf            | Slovenia             | 1'48"24 |                                          |
| 22   | 3        | 4      | Benedikt Huber        | Germania             | 1'48"33 |                                          |
| 23   | 1        | 8      | Tamas Kazi            | Ungheria             | 1'48"37 |                                          |
| 24   | 3        | 8      | Simone Barontini      | Italia               | 1'48"53 |                                          |
| 25   | 4        | 3      | Markus Einan          | Norvegia             | 1'48"55 |                                          |
| 26   | 3        | 5      | Filip Snejdr          | Rep. Ceca            | 1'48"70 |                                          |
| 27   | 1        | 4      | Cosmin Trofin         | Romania              | 1'48"85 |                                          |
| 28   | 1        | 7      | Mark English          | Irlanda              | 1'48"98 | Miglior prestazione personale stagionale |
| 29   | 3        | 2      | Zak Curran            | Irlanda              | 1'49"31 |                                          |
| 30   | 3        | 6      | Musa Hajdari          | Kosovo               | 1'49"47 |                                          |
| 31   | 1        | 2      | Christos Demetriou    | Cipro                | 1'50"62 |                                          |
|      | 1        | 6      | Abedin Mujezinovic    | Bosnia ed Erzegovina | dq      |                                          |
|      | 1        | 8      | Marc Reuther          | Germania             | dq      |                                          |

### Semifinali
Passano alla finale i primi tre atleti di ogni batteria (Q) e i due atleti con i migliori tempi tra gli esclusi (q).
| Pos. | Semifinale | Corsia | Nome                  | Nazionalità          | Tempo   | Note |
| ---- | ---------- | ------ | --------------------- | -------------------- | ------- | ---- |
| 1    | 2          | 4      | Adam Kszczot          | Polonia              | 1'46"11 | Q    |
| 2    | 1          | 5      | Andreas Kramer        | Svezia               | 1'46"14 | Q    |
| 3    | 2          | 8      | Michal Rozmys         | Norvegia             | 1'46"17 | Q    |
| 4    | 2          | 6      | Pierre-Ambroise Bosse | Francia              | 1'46"21 | Q    |
| 5    | 1          | 1      | Andreas Bube          | Danimarca            | 1'46"40 | Q    |
| 6    | 2          | 3      | Álvaro de Arriba      | Spagna               | 1'46"43 | q    |
| 7    | 1          | 8      | Mateusz Borkowski     | Polonia              | 1'46"54 | Q    |
| 8    | 2          | 2      | Lukas Hodbod          | Rep. Ceca            | 1'46"57 | q    |
| 9    | 2          | 7      | Thomas Roth           | Norvegia             | 1'46"60 |      |
| 10   | 1          | 4      | Saúl Ordóñez          | Spagna               | 1'46"82 |      |
| 11   | 1          | 3      | Guy Learmonth         | Regno Unito          | 1'46"83 |      |
| 12   | 1          | 6      | Daniel Rowden         | Regno Unito          | 1'46"98 |      |
| 13   | 1          | 7      | Amel Tuka             | Bosnia ed Erzegovina | 1'47"24 |      |
| 14   | 1          | 2      | Jewhen Huzol          | Ucraina              | 1'47"29 |      |
| 15   | 2          | 5      | Elliot Giles          | Regno Unito          | 1'47"40 |      |
| 16   | 2          | 1      | Daniel Andujar        | Spagna               | 1'48"10 |      |

### Finale
| Pos. | Corsia | Nome                  | Nazionalità | Tempo   | Note                                     |
| ---- | ------ | --------------------- | ----------- | ------- | ---------------------------------------- |
|      | 3      | Adam Kszczot          | Polonia     | 1'44"59 | Miglior prestazione personale stagionale |
|      | 6      | Andreas Kramer        | Svezia      | 1'45"03 | Record nazionale                         |
|      | 4      | Pierre-Ambroise Bosse | Francia     | 1'45"30 |                                          |
| 4    | 7      | Michal Rozmys         | Polonia     | 1'45"32 | Miglior prestazione personale            |
| 5    | 8      | Mateusz Borkowski     | Polonia     | 1'45"42 | Miglior prestazione personale            |
| 6    | 1      | Andreas Bube          | Danimarca   | 1'45"92 | Miglior prestazione personale stagionale |
| 7    | 5      | Álvaro de Arriba      | Spagna      | 1'46"41 |                                          |
| 8    | 2      | Lukas Hodbod          | Rep. Ceca   | 1'46"60 |                                          |